# Šmarjetna glava
Šmarjetna glava je 2.358 metrov visoka gora v Julijskih Alpah. Nahaja se v neposredni bližini Triglava, znotraj Triglavskega narodnega parka. Okoli njenega vznožja poteka več pomembnih planinskih poti: z Velega polja na Dolič, z Doliča na Planiko (del transverzale) in z Doliča na Triglav. Pot na glavni vrh poteka s sedla Dolič (2.164 m) preko južnega pobočja in sedla zahodno od vrha zelo zahtevna pot, delno označena z možici, del Bohinjske planinske poti (1h). S poti sta lažje dosegljiva njena stranska južni in zahodni vrh.